# Halford Mackinder
Halford John Mackinder (Gainsborough, 15 febbraio 1861 – Bournemouth, 6 marzo 1947) è stato un geografo, politico, diplomatico, esploratore ed alpinista britannico, considerato tra i padri della geopolitica.

## Biografia
Esperto in biologia, storia, legge e strategia; conquistò la vetta del Monte Kenya nel settembre del 1899. È conosciuto per la sua celebre teoria geopolitica dell'Heartland (traducibile come «Cuore della Terra»), cioè un'area geografica il cui controllo avrebbe consentito di dominare l'intero mondo. La zona in questione era individuata al centro del supercontinente eurasiatico.
Questa teoria fu elaborata per la prima volta nell'articolo The Geographical Pivot of History (Il perno geografico della storia), presentato il 25 gennaio 1904 alla Royal Geographical Society e successivamente pubblicato dal The Geographical Journal.
Mackinder sosteneva che esistessero delle caratteristiche, degli "elementi che durano nel tempo", in un Paese che non mutano mai e vanno sempre presi in considerazione nel momento di compiere scelte strategiche. Esse sono:
- Il luogo geografico
- Il contesto storico
- Le tradizioni di un popolo

Per gli Stati, per vincere una guerra, è fondamentale conoscere e tenere in considerazione questi elementi.

## Carriera
Nel 1887 Mackinder pubblicò On the Scope and Methods of Geography, un manifesto per un nuovo approccio allo studio della geografia. Qualche mese dopo fu nominato lettore di Geografia presso l'Università di Oxford, dove introdusse l'insegnamento della materia.
Nel 1892 fu il primo direttore della University Extension College, a Reading, ruolo che mantenne fino a quando gli succedette, nel 1903, William Macbride Childs. Il collegio divenne l'Università di Reading nel 1926. 
Nel 1893 è stato uno dei fondatori della Geographical Association, che promuoveva l'insegnamento della geografia nelle scuole. In seguito divenne presidente dell'associazione dal 1913 al 1946. 
Nel 1895 è stato uno dei fondatori della London School of Economics. 
Nel 1899, a Oxford, Mackinder diede un importante contributo alla fondazione della School of Geography. Nello stesso anno guidò la prima spedizione che conquistò la vetta del Monte Kenya, la seconda più alta del continente africano.
Nel 1902 pubblicò "Britain and the British Seas", un contesto che presenta la prima analisi geomorfologica delle isole britanniche e che è considerato un classico degli studi geografici della regione. 
Nel 1904 presentò lo studio "'The Geographical Pivot of History" alla Royal Geographical Society, nel quale elaborò la teoria dell'Heartland.

## Heartland

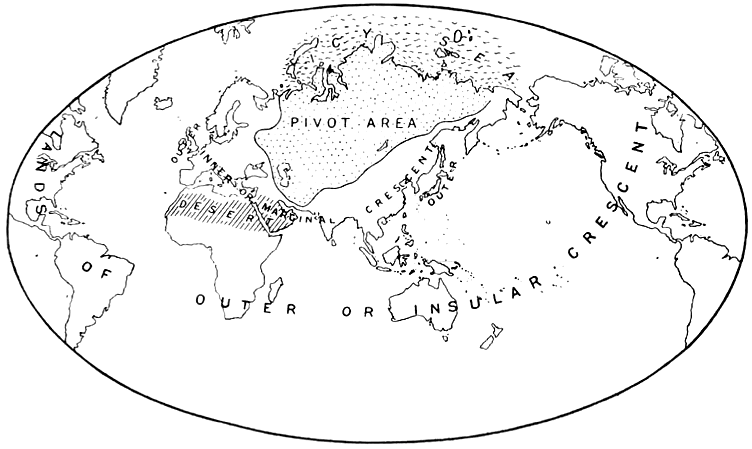
Una mappa del 1904, tratta dal testo di Mackinder The Geographical Pivot of History.

Per Mackinder, l'avvio a fine Ottocento dello sviluppo ferroviario russo in Asia aveva minato irreparabilmente il vecchio fondamento geopolitico: che il mare fosse la via più rapida per spostarsi. Inoltre, Mackinder, come Friedrich Ratzel, pensava che il mondo dovesse essere considerato a partire da una proiezione polare e non da una proiezione di Mercatore. 
Egli, a partire da queste considerazioni, individuò nella zona della Russia tra Europa ed Asia, il nuovo fulcro geopolitico mondiale. Si tratta della pianura che si estende dall'Europa centrale sino alla Siberia occidentale, che ha una posizione strategica su mar Mediterraneo, Medio Oriente, Asia meridionale e Cina. Mackinder chiamò questa zona "Heartland" (zona centrale, cuore della terra), perché da allora in avanti chi l'avesse controllata avrebbe guadagnato il dominio dell'intero Continente Antico, ossia l'unione di Eurasia ed Africa, da lui chiamato "Isola mondiale"; chi avesse dominato quest'area strategica, avrebbe poi potuto dominare l'intero pianeta. In questo modo riecheggiano nelle idee di Mackinder le parole di Walter Raleigh, che si era espresso così: «Chi possiede il mare, possiede il commercio mondiale; chi possiede il commercio, possiede la ricchezza; chi possiede la ricchezza del mondo possiede il mondo stesso».

## Opere
- The Geographical Pivot of History, in "The Geographical Journal", Vol. XXIII, n. 4, aprile 1904, pp. 421-444; trad. it. (di Fulvio Borrino e Massimo Roccati) Il perno geografico della storia, in "I castelli di Yale. Quaderni di filosofia", n. 1, 1996, pp. 129-162.(https://web.archive.org/web/20060513130502/http://www.unife.it/stdoc/mackinder.pdf). Sulla genesi e l'importanza dell'articolo di Mackinder, si veda anche M. Roccati, La terra e il suo cuore. Halford John Mackinder e la teoria dell'Heartland, in "I castelli di Yale. Quaderni di filosofia", n. 1, 1996, pp. 163-194 (https://web.archive.org/web/20041111111920/http://www.unife.it/stdoc/roccati.pdf).
- Democratic Ideals and Reality. A Study in the Politics of Reconstruction, Constable, London 1919 – Holt, New York 1919; rist. Democratic Ideals and Reality. A Study in the Politics of Reconstruction, Norton, New York 1962; trad. it. Ideali democratici e realtà. Uno studio sulla politica della ricostruzione (di Massimo Roccati e Fulvio Borrino), Leg Edizioni, Gorizia 2022.
- The Round World and the Winning of the Peace, in “Foreign Affairs”, XXI, luglio 1943, pp. 595-605; trad. it. (di Federica Jean) Il mondo intero e come vincere la pace, in “Limes”, n. 1, 1994, pp. 171-182.
- Il perno geografico della storia, ovvero il pivot d'Asia (a cura di Massimo Roccati), Le due rose. Editore, Milano 2019. Il libro, oltre ai saggi di Franco Farinelli, Massimo Roccati e Daniele Scalea, presenta le traduzioni rivedute e corrette dei testi di Mackinder: Il perno geografico della storia (The Geographical Pivot of History) e Il mondo rotondo e la conquista della pace (The Round World and the Winning of the Peace), entrambi tradotti da Fulvio Borrino e Massimo Roccati.